# Afinidad (taxonomía)
La afinidad (taxonomía), principalmente en ciencias de la vida o historia natural, se refiere a la semejanza que sugiere un origen, una relación filogenética o un tipo común. Sin embargo, el término tiene una aplicación más amplia, como en geología (por ejemplo, en trabajos descriptivos y teóricos), y de manera similar en astronomía (por ejemplo, ver "Objeto Centauro" en el contexto de 2060 Chiron, la estrecha afinidad con los núcleos de cometas helados). 

## Base
En taxonomía, la base de cualquier tipo particular de clasificación es la forma en que los objetos en el dominio se parecen entre sí. Una semejanza de un tipo que parece apropiado para la clasificación que proponemos, podemos llamar una afinidad, y cuando decidimos cómo clasificar, digamos, un espécimen de roca o mariposa, justificamos nuestra decisión de acuerdo con las afinidades que observamos. 
Otras semejanzas que descartamos como fuera de contexto o al menos no convincentes; por ejemplo, al decidir si clasificar a un lagarto como afín más cercano a una serpiente que a una mesa, los biólogos confían en afinidades como la balanza, la sangre, la fisiología, la anatomía vertebral y el sistema reproductivo como más relevantes que la posesión de cuatro "pies". 

## Aplicación y obstáculos
Analizar y determinar la clasificación adecuada de un organismo, una roca o un objeto astronómico de acuerdo con un sistema particular es a menudo un procedimiento difícil y traicionero. Los problemas en tales campos de estudio han hecho tropezar a generaciones enteras de trabajadores en los últimos siglos. Cuando la posición no está clara desde una etapa temprana, el primer paso después de comenzar a determinar, evaluar y describir los atributos del objeto, es determinar las afinidades y evaluar su importancia. 
El número de patas podría ser una afinidad significativa en la comparación de diferentes tipos de organismos relacionados, como los crustáceos, pero irrelevante en la comparación de un cefalópodo de diez extremidades con un solifugido de diez extremidades (incluidos sus pedipalpos como extremidades). Tal comparación no sería más convincente que el ejemplo anterior del lagarto y la mesa. 
Hay muchos ejemplos de este tipo en la naturaleza; vemos tanto un pez pulmonado como una marsopa que tienen afinidades más cercanas (pero en gran medida diferentes) a una vaca que a un atún, y un murciélago que tiene afinidades más cercanas a un banteng que a un pájaro o una mariposa, aunque un banteng no tiene "alas". Estas son consideraciones que surgen de los principios discutidos en los artículos sobre homología (biología) y analogía (biología). 

Está claro que hay un elemento de subjetividad para el reconocimiento de afinidades; eso está implícito en definiciones de diccionario como:  
"Afinidad: la cercanía de la relación entre las plantas como se muestra por la similitud de órganos importantes." 
Esa definición tiene más de un siglo de antigüedad, pero es típica de la base sobre la cual los taxonomistas tuvieron que trabajar hasta hace poco, y en la práctica todavía deben usarla; no es práctico secuenciar el genoma de cada espécimen. Los análisis de ácido nucleico están erosionando muchas dificultades, pero hay un largo camino por recorrer. 